# Џон Вилијам Вотерхаус
Џон Вилијам Вотерхаус (Рим, 6. април 1849 − Лондон, 10. фебруар 1917) био је британски прерафаелитски сликар, познат по својим сликама са темама из митологије (нарочито грчке) и књижевности.

## Биографија
Рођен је 1849. године у Риму, а родитељи су били сликари Вилијам и Изабела Вотерхаус. Када је имао пет година, његова породица се преселила у Јужни Кенсингтон, насеље у Лондону. Отац га је учио сликарству, а потом је приступио Краљевској академији 1870. где су његови ранији радови изложени, а затим у Галерији Дудлеји и Друштву британских уметника.
Године 1883. оженио се са Естер Кенворти, такође сликарком. Имали су двоје деце, и оба су умрла у детињству. Вотерхаус је изабран за пуноправног академика. Предавао је у шумарској уметничкој школи светог Ивана, и онда се придружио њиховој асоцијацији и служио у Краљевском академском већу.
Умро је од рака 1917, а његов гроб је на Кенсал грин гробљу.

## Дела
Вотерхаус је 1874. за изложбу Академије припремио дело „Сан и његов полубрат Смрт”, приказ Хипноса и Танатоса. Слика је добро примљена код публике па је и излагао у Академији готово сваке године све до своје смрти.
Један од најпознатијих Вотерхаусових слика је „Дама од Шалота”, која се ради о дами од Шалота, која приказује Елејн од Астолата која је умрла од туге јер је Ланселот није волео. Насликао је 1888, 1896. и 1916. године три различите верзије слике њеног лика.
Друго дело му је била и „Офелија”. Најпознатија слика је приказује непосредно пре њене смрти, како ставља цвеће у косу и седи на дрвету поред језера. Као и Дама од Шалота и бројне друге слике, описује смрт младе девојке поред воде. Ову је слика 1888. године приказао да би добио диплому (првобитно је намеравао да да слику сирена, али није стигао да је заврши). Поново је насликао Офелију 1894. па онда и 1909, и планирао је још једну слику - Офелија у црквеном дворишту, али није успео да је заврши због болести.

## Галерија
- Сан и његов полубрат Смрт, 1874.
- Кирка пружа чашу Одисеју, 1891.
- Сирена, 1901.
- Психа, 1903.
- Декамерон, 1916.
- Миранда - олуја, 1916.